# Петров, Михаил Иванович
Михаи́л Ива́нович Петро́в (22 сентября 1918 — 14 июня 1944) — советский партизан, разведчик и диверсант, Герой Советского Союза, лейтенант.

## Биография
Михаил Иванович Петров родился в деревне Ширяйка ныне Переславского района Ярославской области в семье крестьянина. Русский. Член ВКП(б).
Окончил начальную школу, работал в колхозе.
В Красной Армии с 1938 года.
С началом Великой Отечественной войны на фронте.
В августе 1942 года в составе десантной группы младший лейтенант Петров был заброшен в тыл врага и вскоре назначен начальником разведки партизанского отряда под командованием Н. А. Прокопюка.
Под его руководством в новогоднюю ночь 1943 года разведчики уничтожили вражеский гарнизон в посёлке Городница Житомирской области.
Позднее они разгромили банду бандеровцев в Ратновском районе (Волынская область), совместно с польскими партизанами уничтожили вражеский эшелон с боеприпасами и бензином.
Лично взорвал 6 эшелонов с живой силой и техникой противника.
С начала боёв советских и польских партизан против немецко-полицейских войск в Яновских лесах Люблинского воеводства — командир штурмовой роты в составе советского партизанского соединения В. П. Чепиги. 13 июня 1944 года М. И. Петров отличился в бою под Шклярней. Днём 14 июня 1944 года, когда во время боя под Флисами по центру лагеря партизан открыла огонь немецкая артиллерийская батарея, младший лейтенант Михаил Петров возглавил контратаку партизан на немцев, а затем, продолжая контратаку, атаковал позиции немецкой артиллерийской батареи, в результате которой партизаны захватили два артиллерийских орудия и три миномёта
Продолжая преследование отступающего противника, младший лейтенант Петров был убит автоматной очередью, однако предпринятая под его командованием контратака позволила расширить прорыв.
Звание Героя Советского Союза присвоено 5 ноября 1944 года посмертно за организацию прорыва обороны немцев.

## Награды
- Медаль «Золотая Звезда»;
- орден Ленина[1];
- орден Красной Звезды[1];
- польский орден «Крест Грюнвальда» 3-й степени;
- медали[1], в том числе:
  - медаль «За боевые заслуги».

## Память
- Похоронен в городе Янов (Польша), где воздвигнут памятник[1].
- Именем героя названа улица Разведчика Петрова в городе Переславль-Залесский[1].
- Именем героя названа улица в посёлке Кубринск.
- В деревне Ширяйка была установлена мемориальная доска[1]. Позднее перенесена в посёлок Кубринск и утеряна.
- В 1978 году издан художественный маркированный конверт, посвящённый герою.